# 沢井 (青梅市)
沢井（さわい）とは、東京都青梅市にある地名。現行行政地名は沢井一丁目から沢井三丁目。郵便番号は198-0172。

## 地理
青梅市西部に位置し、全域が秩父多摩甲斐国立公園に指定されている。
東は二俣尾、西は御岳本町・西多摩郡奥多摩町川井、南は多摩川を挟んで柚木町、北は成木と隣接する。埼玉県飯能市の旧名栗村域との距離は5kmも離れていない。

## 歴史
「三田村の歴史」を参照。
- 1889年（明治22年）4月1日 - 町村制施行により、神奈川県西多摩郡沢井村下分、沢井村上分、二俣尾村、御岳村、御岳山が合併し西多摩郡三田村が成立。沢井村下分は大字沢井下分となる。
- 1893年（明治26年）4月1日 - 西多摩郡が南多摩郡、北多摩郡と共に東京府へ編入。
- 1943年（昭和18年）7月1日 - 東京都制施行。（東京府廃止。）
- 1955年（昭和30年）4月1日 - 吉野村、小曽木村、成木村と共に青梅市へ編入され、消滅。大字沢井下分は三田地区に属する。
- 1969年（昭和44年）7月 - 沢井地区に新町区域指定、町名変更実施。大字沢井下分は沢井一丁目から沢井三丁目に変更[5]

## 世帯数と人口
2021年（令和3年）3月1日現在の世帯数と人口は以下の通りである。
| 町丁       | 世帯数  | 人口  |
| ---------- | ------- | ----- |
| 沢井一丁目 | 91世帯  | 145人 |
| 沢井二丁目 | 113世帯 | 237人 |
| 沢井三丁目 | 123世帯 | 222人 |
| 計         | 327世帯 | 604人 |

## 小・中学校の学区
市立小・中学校に通う場合、学区は以下の通りとなる。
| 町丁       | 番地 | 小学校             | 中学校           |
| ---------- | ---- | ------------------ | ---------------- |
| 沢井一丁目 | 全域 | 青梅市立第六小学校 | 青梅市立西中学校 |
| 沢井二丁目 | 全域 | 青梅市立第六小学校 | 青梅市立西中学校 |
| 沢井三丁目 | 全域 | 青梅市立第六小学校 | 青梅市立西中学校 |

## 消防
- 東京消防庁青梅消防署

- 青梅市消防団分団[7]
  - 第五分団 - 沢井地区

## 施設
- 青梅警察署沢井駐在所
- 沢井駅前郵便局
- 沢井駅前広場
- 軍畑河川敷
- 沢井市民センター
- 沢井図書館
- 地域保健福祉センター - 2020年3月末をもって閉館[8]。
- 沢井診療所
- 三田保育園
- 小澤酒造
- 澤乃井きき酒処
- 澤乃井園
- ままごと屋
- ミスタータイヤマン奥多摩店
- 青渭神社
- 沢井八雲神社
- 甲子社
- 八幡宮
- 雲慶院
- 東光寺
- 澤井薬師如来
- 寒山寺 - 住所は沢井二丁目だが、所在地は柚木町三丁目である。

## 交通
鉄道
- JR青梅線
  - 沢井駅
  - 軍畑駅

バス
- 西東京バス・沢井駅入口

## 事件

### 令和3年2月山火事
2021年（令和3年）2月23日13時半頃、2階建て民家より出火。当時青梅市内には強風注意報が発令されているほどの風の強さで、雲慶院や森林など約10箇所に燃え移り、東京消防庁の消防車が60台以上も出場する事態となった。翌24日2時に東京都知事の小池百合子は防衛省・陸上自衛隊に災害派遣を要請し、東京消防庁ハイパーレスキュー隊との連携により午後には消し止められた。出火の原因は住民の焚き火である。